# Gene Amdahl
Gene Myron Amdahl, född 16 november 1922 i Flandreau i South Dakota, död 10 november 2015 i Palo Alto i Kalifornien, var en amerikansk datorforskare, it-arkitekt och entreprenör med norsk och svensk härstamning. Han var chefsingenjör vid IBM från 1955 till mitten av 1960-talet. Mellan 1970- och 90-talen grundade han ett flertal datorföretag. 

## Amdahls formel
Amdahls formel eller Amdahls lag (Amdahl's Law) är en formel framtagen av Gene Amdahl år 1967. Den utvecklades främst för att beräkna hur stora förbättringar som kan uppnås genom att använda parallella processorer i datorer. Formeln kan även användas mer allmänt där det gäller att finna effektivaste möjliga sätt att snabba upp en viss process, till exempel vid tillverkning vad gäller att beräkna RISC-processorers fördelar gentemot processorer med stor och avancerad instruktionsuppsättning. Formeln lyder:
{\displaystyle S={\frac {(s+p)}{(s+p/N)}}={\frac {1}{(s+p/N)}}}
{\textstyle S} står för speed, {\textstyle s} för seriell och {\textstyle p} för parallell. {\textstyle N} står för antal processorer.
{\textstyle (s+p)} är den tid det tar för processen att exekvera. {\textstyle p} är den tid det tar för de delar av processen som skulle kunna utföras parallellt, medan {\textstyle s} är den tid det tar för de delar av processen som inte kan utföras parallellt.
Antag att 20% av processen måste utföras seriellt medan 80% kan utföras parallellt och att man väljer att göra det med 4 parallella processorer:
{\displaystyle S={\frac {(0{,}2+0{,}8)}{(0{,}2+0{,}8/4)}}={\frac {1}{0{,}4}}=2{,}5.}
Processen blir alltså 2,5 gånger snabbare. Man kan även se att gränsvärdet då {\textstyle N} går mot oändligheten snabbt går mot {\textstyle s}. Det lönar sig alltså inte kostnadsmässigt att utöka {\textstyle N} alltför mycket om man inte samtidigt kan förbättra {\textstyle s}.
{\textstyle N} måste inte stå för parallella processorer i en dator, utan kan stå hur många gånger något kan göras snabbare med hjälp av en viss förändring, i vilket sammanhang som helst. {\textstyle p} står då för den del av den tidigare tiden detta moment tog och {\textstyle N} är antalet gånger snabbare detta {\textstyle p} går att göra på det nya sättet (behöver inte vara heltal i detta fall). Vill man göra flera förbättringar upprepas Amdahls formel vid varje steg, givetvis med uppdaterade värden på {\textstyle s}, {\textstyle p} och {\textstyle N} enligt resultatet av tidigare förbättringar.

## FUD
Gene Amdahl sägs även vara upphovsman till akronymen FUD vilket står för "Fear, Uncertainty and Doubt" (rädsla, osäkerhet och tvivel). FUD används vid marknadsföring enligt principen "du vet vad du har men du vet inte vad du får", exempelvis då ett företag överväger att byta leverantör och den nuvarande leverantören får kännedom om detta. I Amdahls fall gällde detta då hans egna produkter började konkurrera med IBM.